# Васильев-Яковлев, Михаил Николаевич
Михаил Николаевич Васильев-Яковлев (1885 — не ранее 1920) — русский офицер, герой Первой мировой войны.

## Биография
Из потомственных дворян. Сын преподавателя Киевского коммерческого института Николая Павловича Васильева-Яковлева. Старший брат Андрей — также георгиевский кавалер. Среднее образование получил в Киево-Печерской гимназии, однако курса не окончил.
Воинскую повинность отбывал в 168-м пехотном Миргородском полку, 15 сентября 1905 года был произведен в прапорщики запаса армейской пехоты с переводом в 166-й пехотный Ровненский полк. В 1909 году окончил Чугуевское пехотное юнкерское училище по 1-му разряду и был выпущен подпоручиком в тот же полк. Произведен в поручики 15 ноября 1912 года.
С началом Первой мировой войны был переведен в 310-й пехотный Шацкий полк. Удостоен ордена Св. Георгия 4-й степени
За то, что состоя в рядах 310-го пехотного Шацкого полка в бою 13 и 14 августа 1914 года у с. Островчик Полне, получив приказание атаковать фланг противника, под сильным ружейным и артиллерийским огнем противника, несмотря на полученную им рану шрапнельной пулей, воодушевив людей, смелым и энергичным ударом сбил противника с занимаемой им железнодорожной насыпи и закрепил ее за собою, чем дал возможность другим ротам занять остальные участки дороги. Несмотря на вторично полученную рану, остался в строю. Подвигом этим дал возможность на следующий день атакою во фланг и тыл противника окончательно решить дело в нашу пользу.
Произведен в штабс-капитаны 23 декабря 1915 года «за отличия в делах против неприятеля», в капитаны — 26 февраля 1916 года. Пожалован Георгиевским оружием
За то, что в чине капитана, в бою 22 июня 1916 года, под д. Оптово, при атаке редута «83,0», личным примером воодушевив вверенную ему 2-ю роту названного полка, несмотря на сильнейший обстрел неприятеля, бросился на проволочные заграждения противника и уничтожил их, причем во время штыкового боя, сам хотя и был ранен, но решительным натиском своим успел обеспечить частям полка прорыв неприятельской позиции с взятием многочисленных пленных, пулеметов и военной добычи.
Произведен в подполковники 26 августа 1916 года. На 4 марта 1917 года — в том же чине в том же полку. В Гражданскую войну — в Вооруженных силах Юга России. Эвакуирован в декабре 1919 — марте 1920 года. На май 1920 года — в Югославии. Дальнейшая судьба неизвестна. Был женат.

## Награды
- Орден Святого Георгия 4-й ст. (ВП 20.11.1915)
- Орден Святой Анны 4-й ст. с надписью «за храбрость» (ВП 01.06.1916)
- Георгиевское оружие (ВП 02.12.1916)
- Орден Святого Станислава 3-й ст. «за отлично-усердную службу и труды, понесенные во время военных действий» (ВП 27.12.1916)
- Орден Святой Анны 3-й ст. с мечами и бантом (ПАФ 04.03.1917)
- Орден Святого Владимира 4-й ст. с мечами и бантом (ПАФ 04.03.1917)